# Vattentortyr

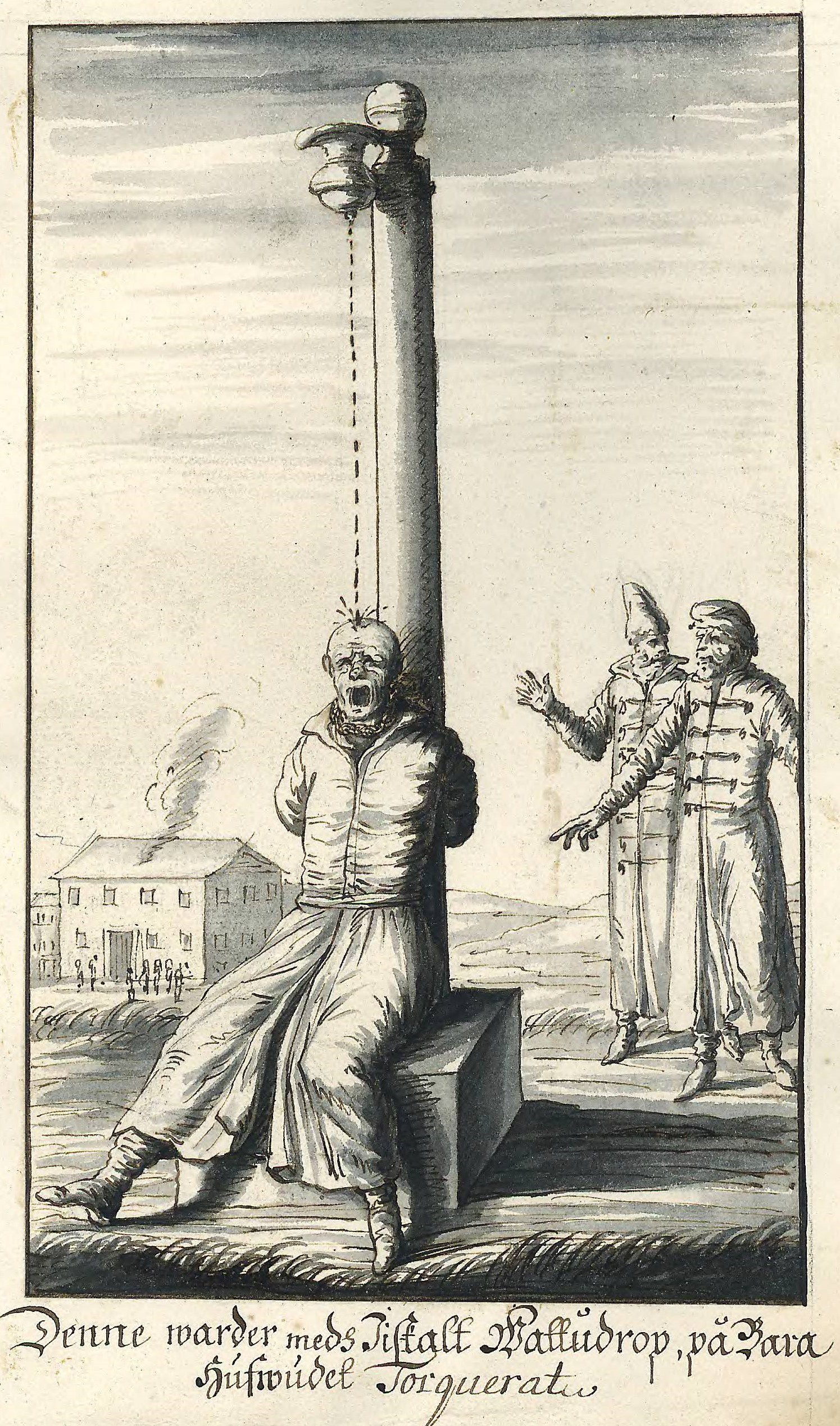
Teckning av vattentortyr från Erik Palmqvists resa till Ryssland 1674.

Vattentortyr är en tortyrmetod som går ut på att offret sitter fastspänt till nära fullkomlig orörlighet medan vatten droppar ner oregelbundet/regelbundet på huvudet från hög höjd, utan uppehåll. Obehaget kan till slut driva offret till vansinne.